# Phyllanthus eximius
Phyllanthus eximius är en emblikaväxtart som beskrevs av Grady Linder Webster och George Richardson Proctor. Phyllanthus eximius ingår i släktet Phyllanthus och familjen emblikaväxter. IUCN kategoriserar arten globalt som sårbar.
Artens utbredningsområde är Jamaica. Inga underarter finns listade i Catalogue of Life.